# Два ключа (фильм)
«Два ключа́» — советский немой художественный фильм 1930 года о борьбе работников советской торговли с частниками в одном из горных аулов Дагестана. Считается утерянным фильмом.

## Сюжет
Действие фильма происходит в советском Дагестане. Кооперативная лавка в ауле находится в руках ставленника кулаков Гирея, который использует деньги кооператива для того, чтобы на них пьянствовать. За этим занятием его засаёт аробщик Захарий. Местные активисты во главе с инструктором Дагсоюза Баматом при поддержке бедноты проводят ревизию лавки и обнаруживают недостачу на крупную сумму. Они отстраняют Гирея от работы, однако на его защиту встают местные кулаки. Они организуют неудачное покушение на Бамата, а также фиктивное ограбление магазина, которое должно скрыть факт растраты. В ограблении обвиняют дочь Захарии Ассиат, которая только что вернулась с городских кооперативных курсов и встала во главе кооператива после отстранения Гирея. Ассиат арестована. Однако, из города прибывает милиция, которая устанавливает невиновность Ассиат, проводит обыск в доме Гирея, находит улики его преступлений и арестовывает Гирея. В этот момент приходит весть, что кто-то разрушил плотину на протекающей неподалёку горной реке, и что она вот-вот смоет единственный мост, связывающий аул с внешним миром. Сельчане бросаются к реке и общими усилиями спасают мост от разрушения.

## Съёмочная группа
Над фильмом работали:
- Авторы сценария — Б. Михин, С. Виткин
- Режиссёр — Борис Михин
- Операторы — К. Венц, В. Патэ-Ипа, И.Тартаковский, Р. Лапинский
- Художник — А. Гончарский

## В ролях
В фильме снимались:
- Т. Бей-Булатов — Захария
- И. Мампория — Гирей, председатель правления кооператива
- Ибрагимов — Долгат, его сын
- Т. Калантадзе — Ассиат, дочь Захарии
- И. Качалов — Банат, инструктор Дагсоюза
- Х. Гаджиев — секретарь партячейки

## Технические характеристики
Фильм снят на киностудии «Востоккино». Немой фильм из 6 частей, 1814 метров киноплёнки, продолжительность показа 85—90 минут. Премьера фильма состоялась 25 сентября 1930 года. Не сохранился.

## Восприятие
Вышедшее в 1930 году издание «Кино-репертуарный список Совкино» рассматривало фильм как идеологический, необходимый для ознакомления населения с принципами кооперативной работы. Издание отмечало актуальность, по мнению его авторов, вопроса борьбы с кулачеством и за необходимость контроля со стороны населения. Вместе с тем, авторы указывали на то, что классовая борьба показана в фильме очень примитивно и шаблонно.